# Punta Engaño
Punta Engaño är en udde i Antarktis. Den ligger på Robert Island i Sydshetlandsöarna. Argentina, Chile och Storbritannien gör anspråk på området.
Terrängen inåt land är kuperad åt nordväst, men åt sydost är den platt. Havet är nära Punta Engaño åt sydost. Trakten är glest befolkad. Närmaste befolkade plats är Maldonado Station, 16,3 kilometer väster om Punta Engaño.